# Nomosphecia elegans
Nomosphecia elegans är en stekelart som först beskrevs av Gupta 1962.  Nomosphecia elegans ingår i släktet Nomosphecia och familjen brokparasitsteklar.

## Underarter
Arten delas in i följande underarter:
- N. e. rabaulensis
- N. e. bougainvillensis